# كعك مدينة القدس
كعك الخبز المقدسي أو أختصارًا الكعك المقدسي (بالإنجليزية: Jerusalemite Ka'ak Bread أو Jerusalemite Biscuits Bread أو أختصارًا Jerusalem Ka'ak) هو نوع من الخبز التقليدي في القدس. إنه يمتاز بشكل حلقي لكنه تختلف عن الخبز المسلوق التقليدي (Boiled Bagel) المعروف بالبايغل. ونكهة غنية تميّزه عن أنواع الخبز الأخرى في المنطقة. يُعرف بشكله البيضاوي المستطيل المغطى بالكامل ببذور السمسم، ويُعد رمزًا ثقافيًا ومطبخيًا للقدس، حيث يقترن اسمه برائحة الصباح وأصوات الباعة المتجولين في أزقة البلدة القديمة ، وايضا يُعرف شعبياً باسم الكعك مستوحى من خبز الكعك الذي يُباع في أسواق الشرق الأوسط.

## التسمية والأصول
خبز الكعك المقدسي لغويًا أدق وأحصر من عبارة خبز كعك القدس. ومن ناحية الأختصار يتم تسميته بكعك القدس، وإلا فإنها تسمية تفيد العموم لأن هناك مُعجنات كعك كثيرة في القدس.
هناك جدل حول تسمية وأصول الخبز، لأنه يشبه خبز البايغل المنسوب لليهود وهنا عند تسميته بخبز البايغل المقدسي سيوحي ذَلك بإن أشتقاق الأبتكار وفكرة صناعته من البايغل حتى وإن كانت مجازًا. وكما قد حصل في وقت سابق جدل وإدعاءات باطلة حول إن أصوله يهودية، لأن هناك أخباز كعك عديدة قد سبقت حتى البايغل نفسه يُطلق عليها بسكويت الخبز وكذَلك السميط وهو شكل من المخبوزات الحلقية المشابهة للبايغل، وإلى غيرها من الانواع الأخرى العديدة. فضلاً عن إن البايغل نفسه يُشبه شكل الدونات والأحرى وفقاً لذاك المنطق نسب السرقة منه. وعلى الرغم من تشابه الكعك المقدسي مع البايغل إلا إنه من الخطأ اللغوي أيضًا تسيته مثلاً بخبز البايغل لأنها إشارة إلى البايغل نفسه كما ان هناك أخباز كعكية كثيرة غيره، ومن جهة أخرى فإن تسميته بخبز البايغل المقدسي علميًا خاطئة ومحاولة الربط في الأسم هو شكل من مظاهر السرقة الاستعمارية للثقافة والحضارة الفلسطينية.

## التاريخ
ترجع أصول كعك القدس إلى العهد العثماني، حيث تشير المصادر إلى أن أول ذكر له كان عام 1552م، عند زيارة روكسلانة (هُرم) زوجة السلطان سليمان القانوني إلى المدينة. خلال زيارتها أمرت بتأسيس تكية خيرية سُميت "تكية خاصكي سلطان"، والتي كانت تقدم الطعام للفقراء، ومنه كعك القدس الذي كان يُقدَّم آنذاك مع الأرز واللحم كوجبة متكاملة للفقراء والمحتاجين.
مع مرور الزمن، تحوّل الكعك من عنصر في مائدة الإحسان إلى وجبة يومية وشعبية يتناولها المقدسيون والزوار على حد سواء، خصوصًا في ساعات الصباح.

## الوصف
يخبز الكعك في البلدة القديمة في القدس في المخابز التقليدية القديمة تعرف باسم بيت النار أو الفرن العربي.باستخدام الحطب – وغالبًا حطب الزيتون – لإضفاء نكهته المميزة.
مع مرور الوقت تغير شكل كعك القدس من شكل دائري إلى شكله المستطيل الحالي.

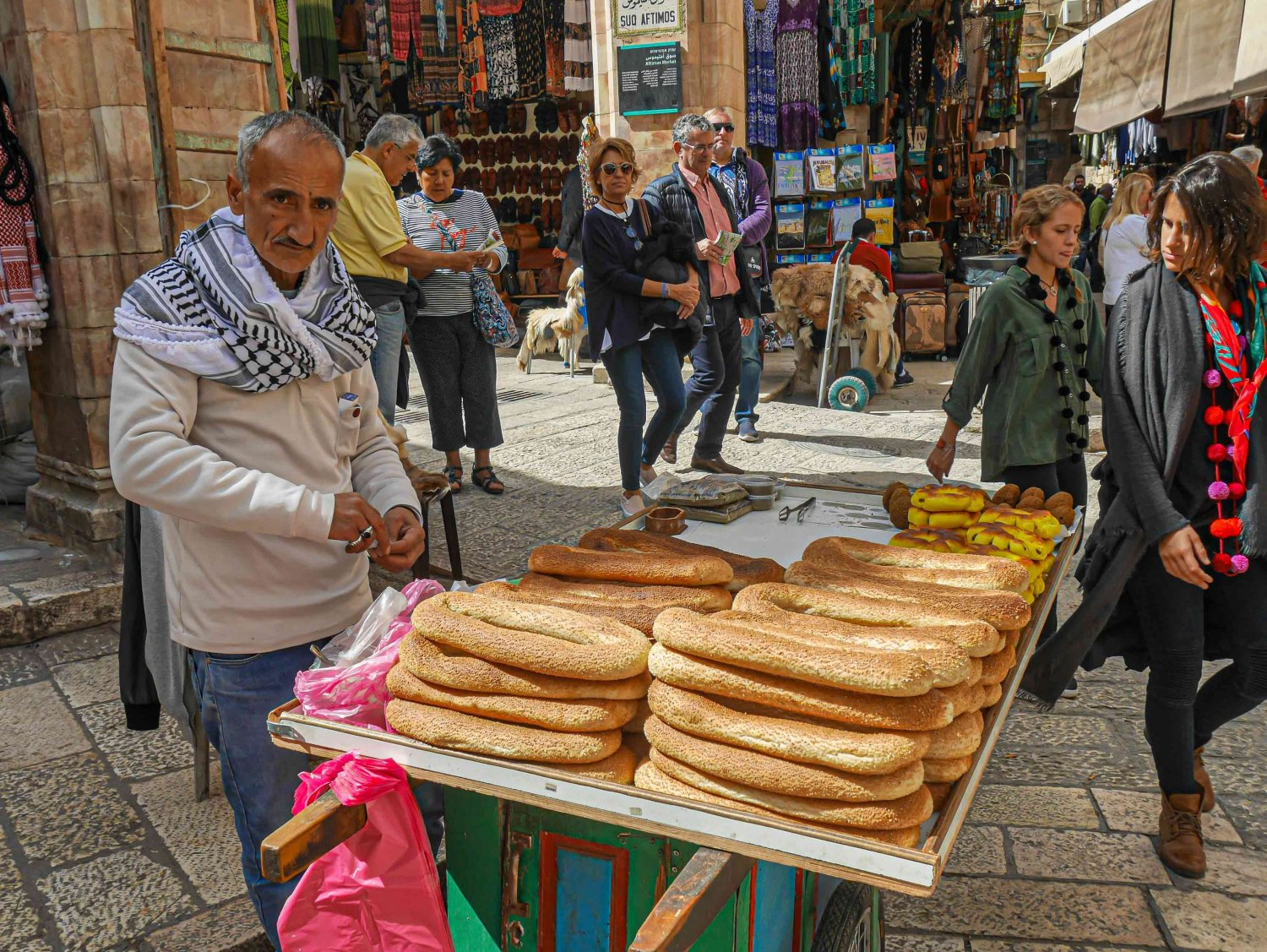
فلسطيني يبيع الكعك في القدس

عادةً ما يكون هذا خبزاً مقرمشاً مخمراً على شكل حلقة مستطيلة مغطى ببذور السمسم، يمكن تقديمه مع الفلافل والحمص والزعتر وإضافات مختلفة، ويعتبر طعام الفطور المفضل لأهالي القدس في وجبات الصباح. وهي ما يميز الكعك المقدسي عن الكعك في باقي مدن بلاد الشام.

## طرق التقديم
يُعتبر كعك القدس أحد أشهر وجبات الإفطار السريعة في فلسطين، ويُقدَّم غالبًا مع:
- الزعتر البلدي
- الحمص والفول
- البيض المسلوق
- اللبنة والزيت
- المربى أو العسل

كما أنه يُستهلك كثيرًا عند التنقل أو أثناء زيارة المسجد الأقصى.

## المكونات
| المكون      | الكمية             |
| ----------- | ------------------ |
| دقيق القمح  | حسب الحاجة         |
| ماء         | دافئ للعجن         |
| خميرة فورية | لتنشيط العجينة     |
| ملح وسكر    | للتوازن والنكهة    |
| زيت زيتون   | لنكهة تراثية أصيلة |
| سمسم محمّص   | للتغطية الخارجية   |

## الانتشار
تنتشر المخابز المتخصصة في كعك القدس في جميع أنحاء أزقة البلدة القديمة في القدس، حيث يعمل أكثر من 20 مخبزًا وقد انتقلت هذه الحرفة من الآباء إلى الأبناء.
اشتهر كعك القدس بشكله الحالي في المدن الفلسطينية الأخرى وأصبح يخبز في المخابز الفلسطينية ويطلق عليه اسم كعك القدس.

## في شهر رمضان

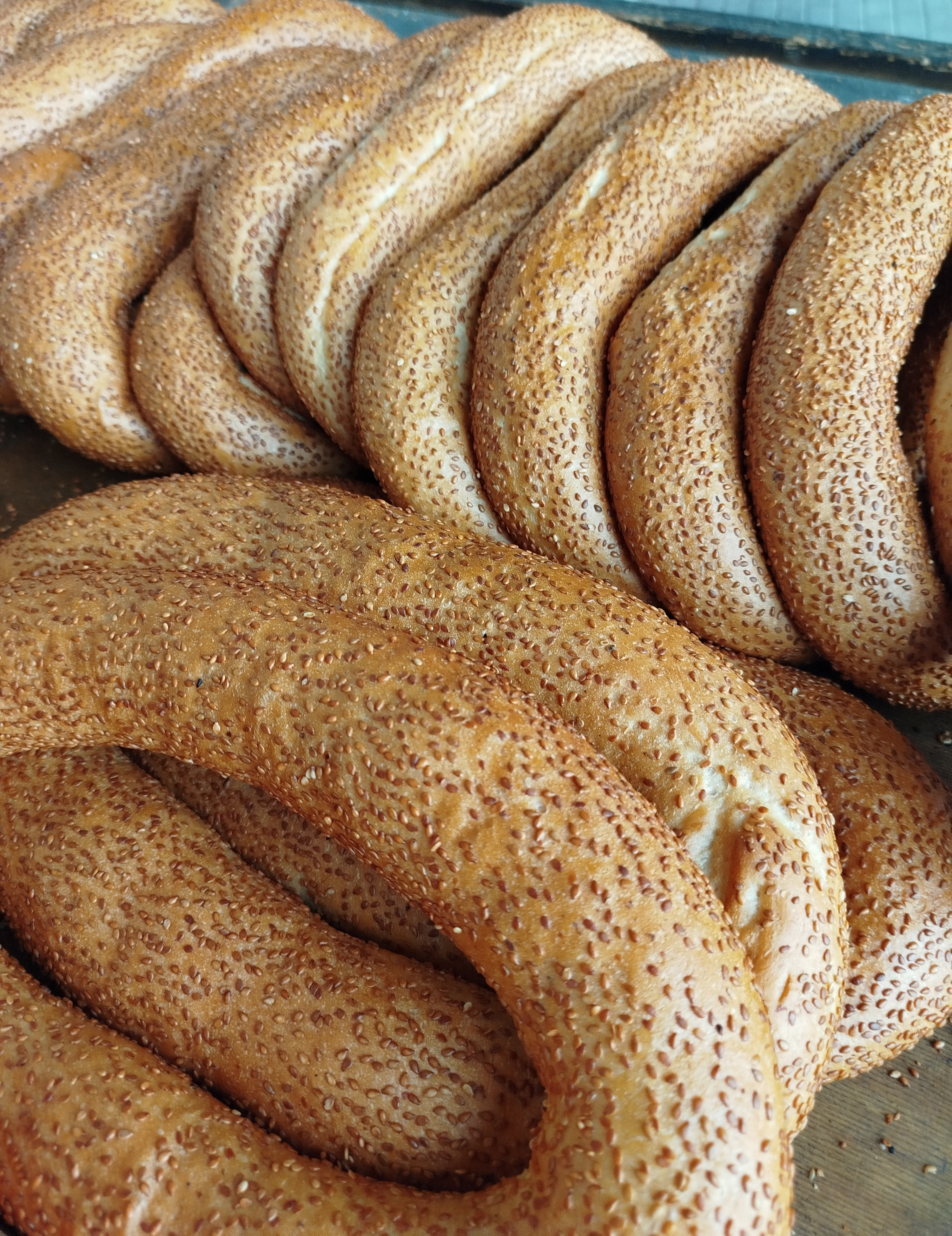
كعك مدينة القدس

يعد كعك القدس المطلب الأول لزوار المدينة، في شهر رمضان المبارك أثناء قدوم الزوار من مختلف المناطق للصلاة في المسجد الأقصى المبارك من أفضل ما يتزود به الزائر بالإضافة إلى حلويات البلدة القديمة المميزة في القدس.

## معرض صور

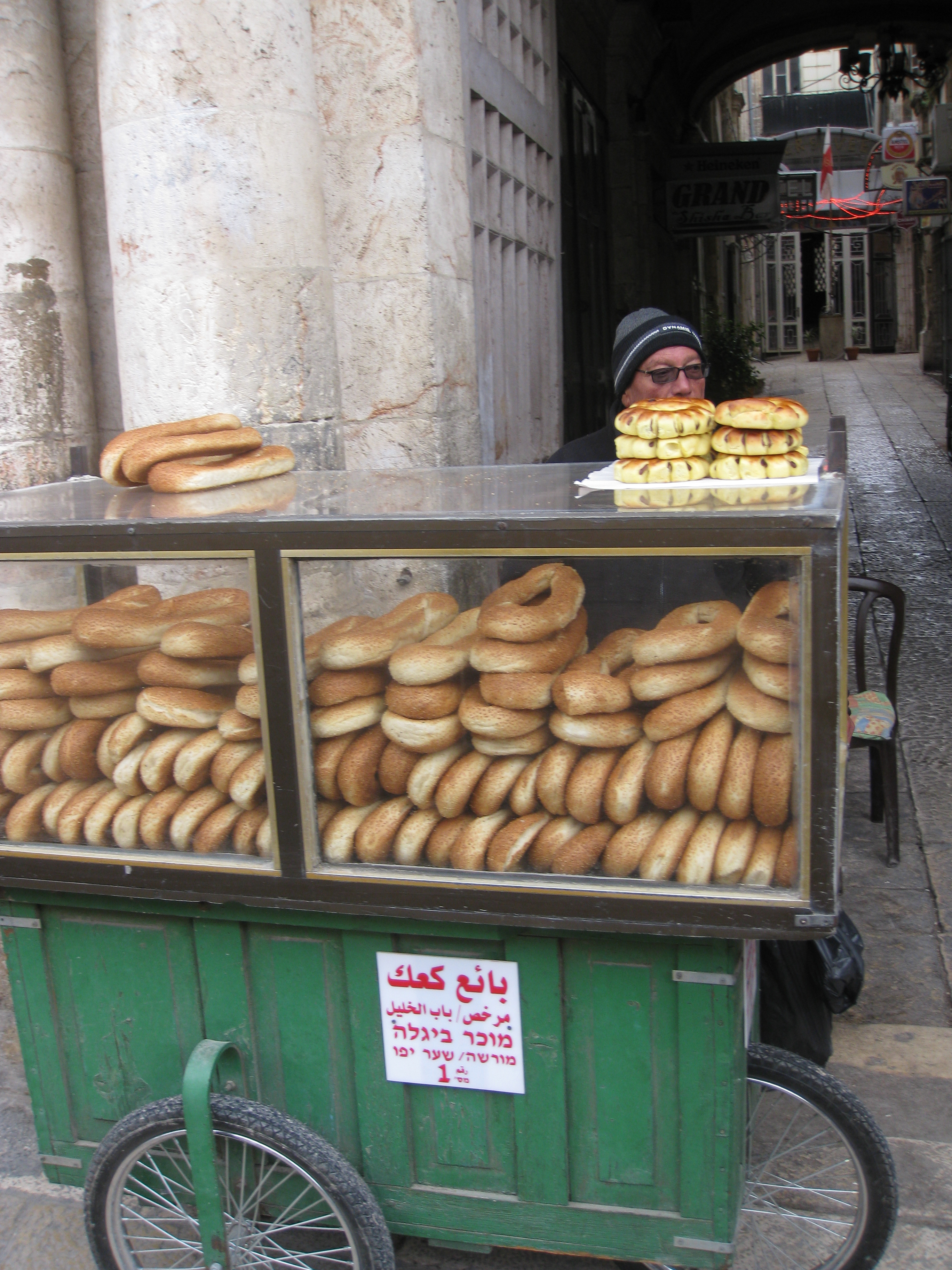
بائع كعك في مدينة القدس
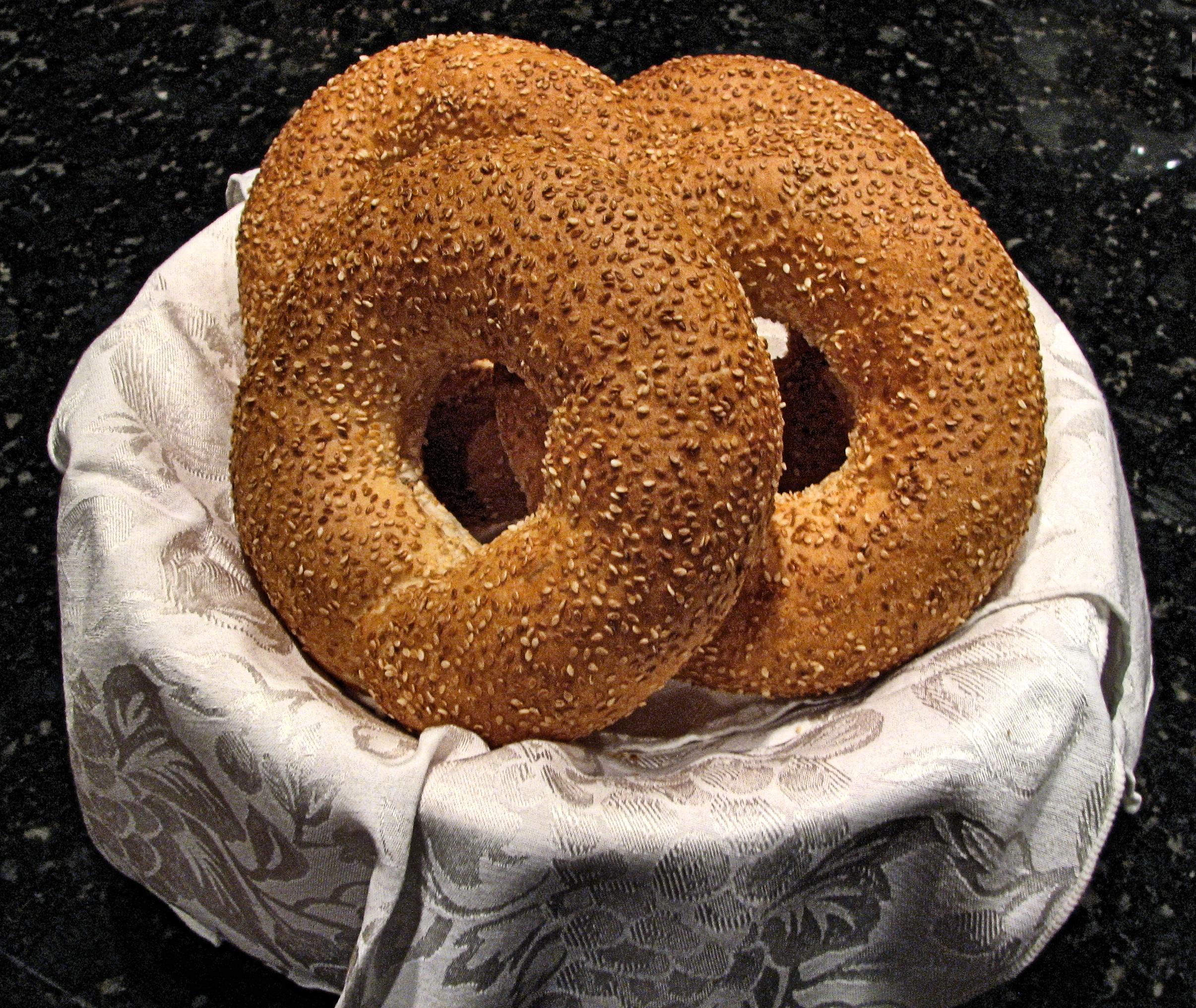
كعك القدس الأول
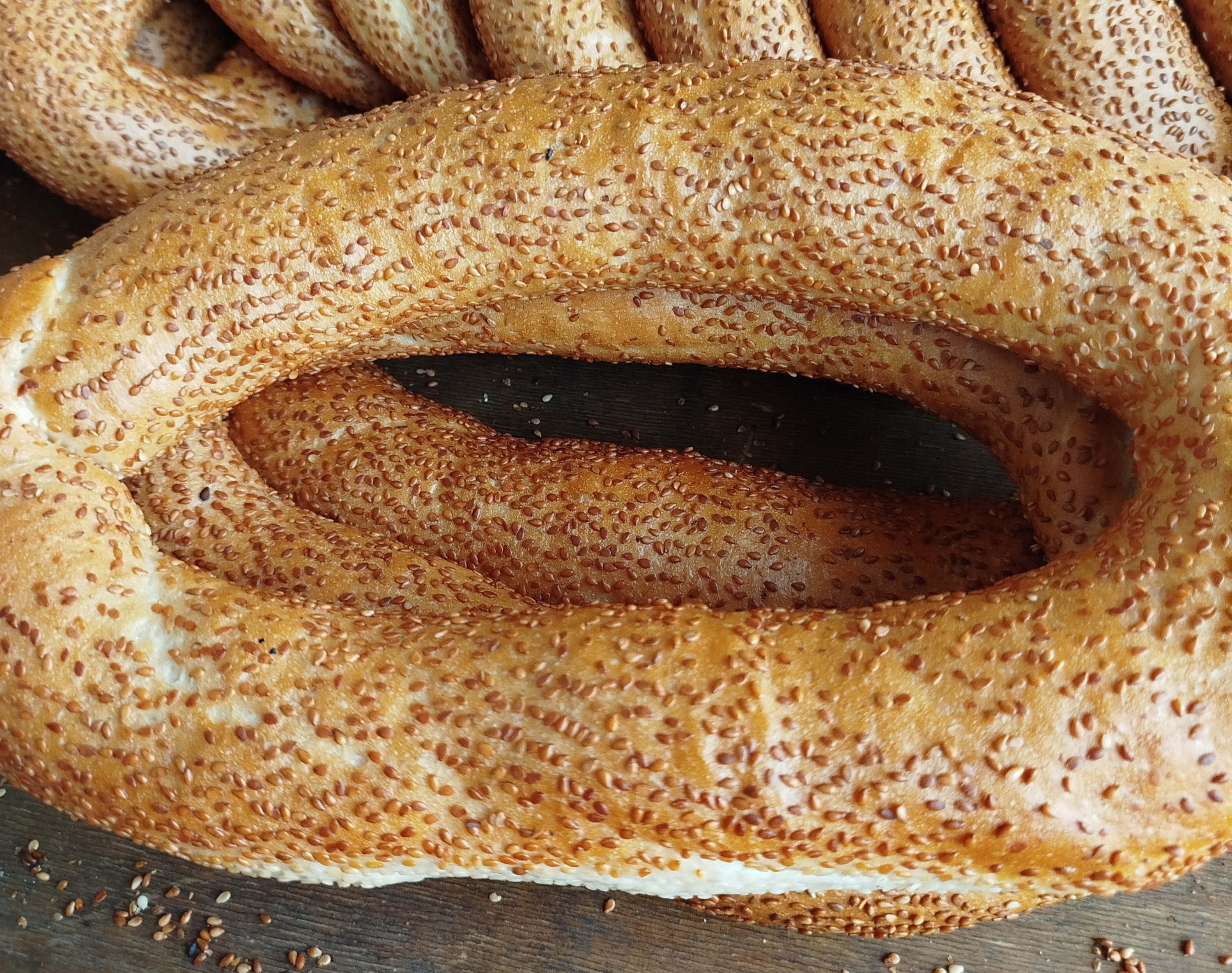
كعك القدس
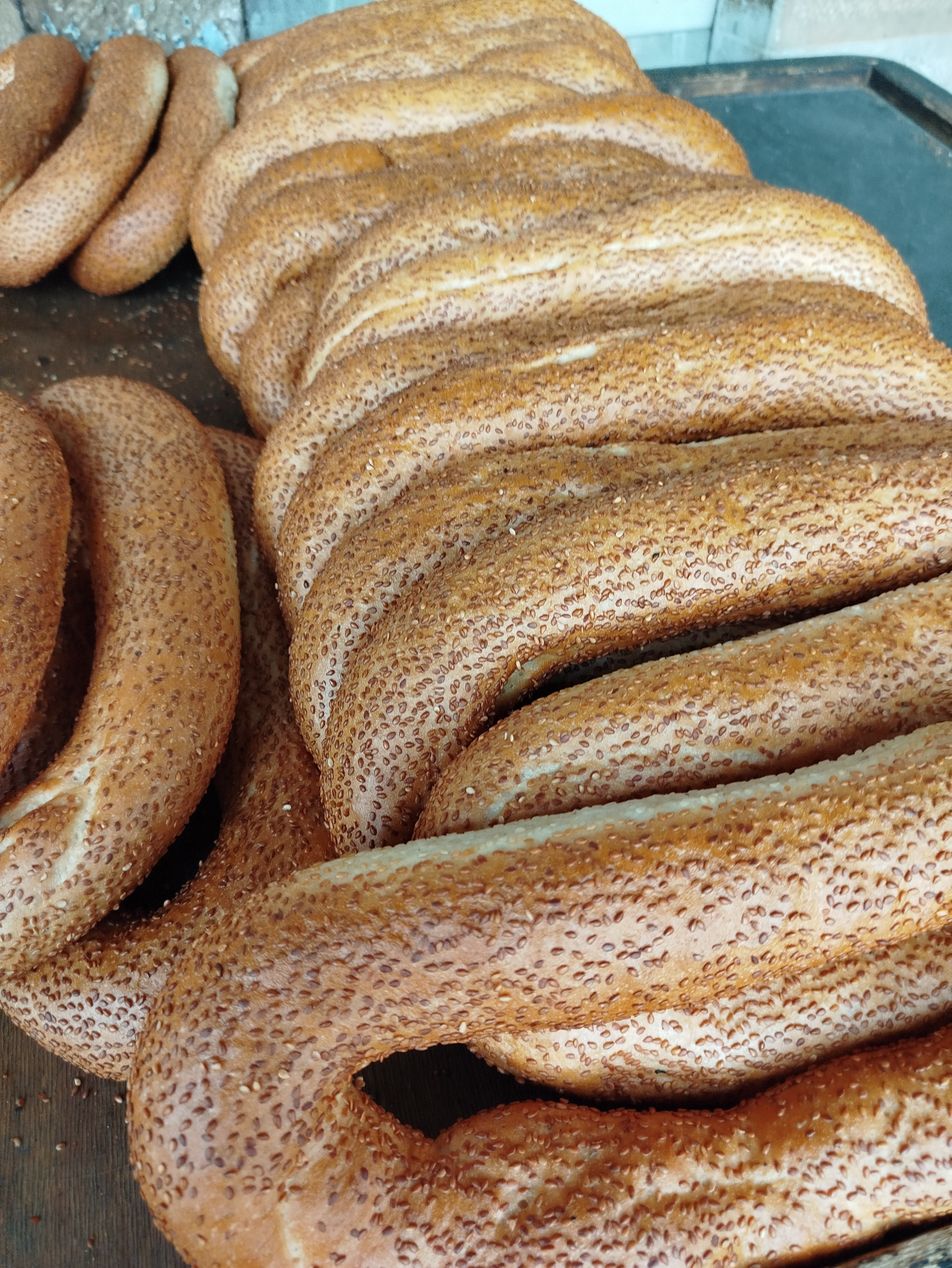
كعك القدس في الأسواق